# Омута
О́мута (яп. 大牟田市 О:мута-си) — город в Японии, находящийся в префектуре Фукуока. Площадь города составляет 81,55 км², население — 118 188 человек (1 августа 2014), плотность населения — 1449,27 чел./км².

## Географическое положение
Город расположен на острове Кюсю в префектуре Фукуока региона Кюсю. С ним граничат города Мияма, Арао и посёлок Нанкан.

## Население
Население города составляет 118 188 человек (1 августа 2014), а плотность — 1449,27 чел./км². Изменение численности населения с 1980 по 2005 годы:
| 1980 | 163 000 чел. |  |
| 1985 | 159 424 чел. |  |
| 1990 | 150 453 чел. |  |
| 1995 | 145 085 чел. |  |
| 2000 | 138 629 чел. |  |
| 2005 | 131 090 чел. |  |

## Символика
Деревом города считается Quercus acutissima, цветком — камелия.

## Известные уроженцы
- Яоко Кайтани (1921—1991) — японская артистка балета, хореограф, балетмейстер.